# Ulysse Delécluse
Pour les articles homonymes, voir Delécluse.
Ulysse Delécluse (Nœux-les-Mines dans le Pas-de-Calais, 22 janvier 1907 – Plaisir, 7 février 1995) est un clarinettiste français et professeur au Conservatoire de Paris.

## Biographie
Il remporte un premier prix de clarinette au conservatoire en 1925 et commence sa carrière en tant que musicien d'orchestre. Il est recruté en tant que professeur au Conservatoire de Paris en 1949 et y enseigne jusqu'en 1978. Il est choisi par Charles Munch en tant que soliste de l'Orchestre philharmonique de Paris. Une trentaine de compositions lui sont dédiées, en particulier par Darius Milhaud et Henri Tomasi,.
Parmi ses élèves, on trouve Jean-Noël Crocq, Guy Dangain et Jean-Marc Volta.
Il mène également une carrière de soliste et enregistre de nombreuses œuvres, notamment avec son fils Jacques Delécluse, pianiste, percussionniste et compositeur. 
Il réalise également un travail d'adaptation d'œuvres pour la clarinette : six suites pour violoncelle seul de Bach BWV1007/12 (Leduc, 1965), quinze études de Bach issues des sonates et partitas pour violon seul BWV1001/06 (Leduc), quatorze Grandes Études pour clarinette – sur des motifs d'œuvres classiques et modernes (Leduc)...

## Discographie
- Mozart, Concerto pour clarinette - Orchestre symphonique de chambre, dir. Fernand Oubradous (1955, "Les rarissimes de Fernand Oubradous" EMI) (OCLC 55750796)
- Ravel, Introduction et allegro pour harpe, flûte, clarinette et quatuor à cordes - Jean-Pierre Rampal, flûte ; Lily Laskine, harpe ; Quatuor Pascal (janvier 1955, "Jean-Pierre Rampal - La Flûte Enchantée" 4CD EMI) (OCLC 833186595)
- Stravinsky, L'Histoire du soldat - Jean Cocteau, lecteur ; Peter Ustinov, le diable ; Jean-Marie Fertey, le soldat ; dir. Igor Markevitch (octobre 1962, Philips) (OCLC 18477390)
- Intégrale des enregistrements  d’Ulysse Delécluse pour le label Decca-Selmer (1952-1956), rééditée à partir des bandes originales (février 2012, Ossia 1007/2, 2 CD)[4].